# Archos 7 home tablet
Archos 7 home tablet — интернет-планшет от французской компании Archos. Вышло две версии планшета. Это первый 7-дюймовый планшет компании на Android.
Различия двух версий заключаются в частоте процессора и версии операционной системы Google Android.
Интернет-планшет специально разработан для подключения к домашней сети — как звено между смартфоном и настольным компьютером: с ним можно выходить в интернет, смотреть фильмы или использовать как аудиоплеер. Он воспроизводит HD-видео и высококачественные музыкальные форматы. Широкоформатный экран необычайно яркий и отзывчивый, виртуальная сенсорная клавиатура поможет общаться в сети. Уже установлен почтовый клиент. А операционная система Google Android 2.1 позволит загрузить большое количество бесплатных приложений и настроить их по своему вкусу.

## Технические характеристики Archos 7 Home Tablet V.1
- Процессор: ARM, Rockhip CPU, 600 MHz
- Дисплей: 7", TFT LCD, 800 x 480 пикселей, резистивный сенсорный экран
- Операционная система: Android 1.5
- Память: 8 Гб, расширяется microSD
- Соединения: WiFi
- Аудио: Стерео
- Порты: USB 2.0
- Размеры: 205×110×12 мм
- Вес: 386 грамм

## Технические характеристики Archos 7 Home Tablet V.2
- Процессор: Rockchip RK2818 800 МГц
- Операционная система: Google Android 2.1 Eclair
- Дисплей: 7", 800x480 px, 16 млн цветов, TFT
- Оперативная память: 256 Мб
- Общая память: 8 Гб
- Слоты расширения: MicroSD
- Связь: WiFi 802.11 b/g
- Форматы:

- Аудио:AAC,APE,FLAC,MP3,OGG,WMA
- Видео:AVI,FLV,H.264,MKV,MOV,MP4,MPEG4,Real Video
- Фото:BMP,GIF,JPEG

- Аккумулятор: Li-Ion Polymer

В режиме воспроизведения аудио — до 42 ч, видео — до 7 ч
- Размеры:203 x 107×12 мм, 388 г
- Комплектация: ARCHOS 7 Home Tablet, наушники, USB-кабель, сетевой адаптер питания, руководство пользователя, правовая документация и документация по безопасности